# Paris Open 1997
Il Paris Masters 1997 è stato un torneo di tennis che si è giocato sul Sintetico indoor. È stata la 26ª edizione del Paris Masters, che fa parte della categoria ATP Super 9 nell'ambito dell'ATP Tour 1997. Il torneo si è giocato nel Palais omnisports de Paris-Bercy di Parigi in Francia, dal 27 ottobre al 3 novembre 1997.

## Campioni

### Singolare
Pete Sampras ha battuto in finale  Jonas Björkman con il punteggio di 6–3, 4–6, 6–3, 6–1

### Doppio
Jacco Eltingh /  Paul Haarhuis hanno battuto in finale  Rick Leach /  Jonathan Stark con il punteggio di 6–2, 6–4